# Chevinay
Chevinay ist eine französische Gemeinde mit 586 Einwohnern (Stand: 1. Januar 2022) im Département Rhône in der Region Auvergne-Rhône-Alpes. Sie gehört zum Arrondissement Villefranche-sur-Saône und zum Kanton L’Arbresle. 

## Geographie
Chevinay liegt etwa 16 Kilometer westnordwestlich von Lyon in den Monts du Lyonnais und gehört zum Weinbaugebiet Coteaux du Lyonnais. Der Fluss Brévenne begrenzt die Gemeinde im Nordwesten.

### Nachbargemeinden
Umgeben wird Chevinay von den Nachbargemeinden Sain-Bel im Norden, Saint-Pierre-la-Palud im Osten und Nordosten, Pollionnay im Osten und Südosten, Vaugneray im Südosten, Courzieu im Süden, Bessenay im Westen sowie Savigny im Nordwesten.

## Bevölkerungsentwicklung
| Jahr                       | 1962 | 1968 | 1975 | 1982 | 1990 | 1999 | 2006 | 2012 |
| Einwohner                  | 283  | 294  | 276  | 305  | 342  | 471  | 530  | 535  |
| Quellen: Cassini und INSEE |      |      |      |      |      |      |      |      |

## Religion
Die St.-Georgs-Kirche (Église Saint Georges) aus dem 19. Jahrhundert ist eine Filialkirche der Pfarrei Notre Dame de la Brévenne mit Sitz in Bessenay, Erzbistum Lyon.

## Persönlichkeiten
- Vitaa (* 1983), R&B-Sängerin, hier aufgewachsen